# ماريون لويس
ماريون لويس هي أحيائية كندية، ولدت في 1925.